# Mauzoleum Konstancji

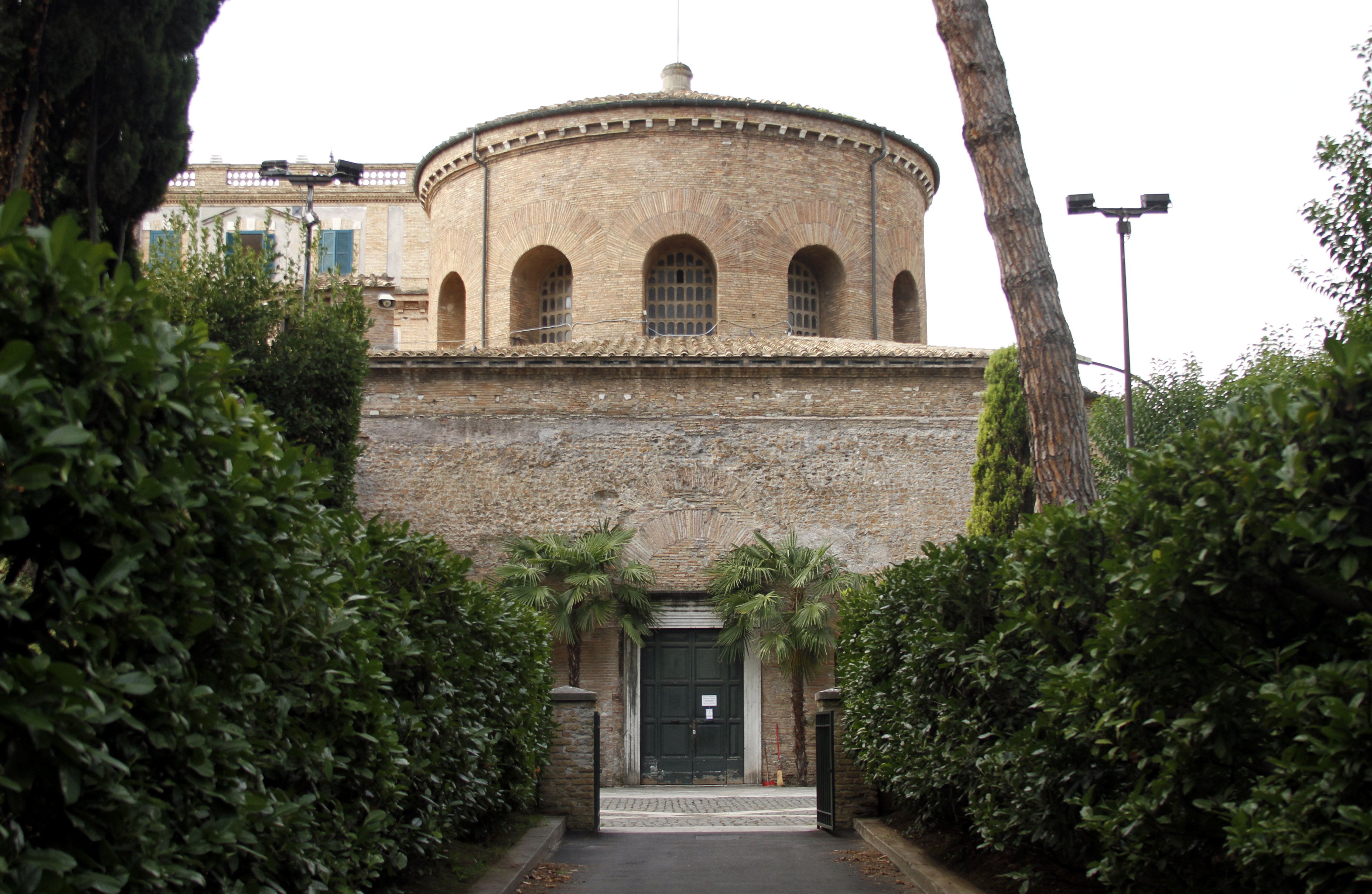
Mauzoleum Konstancji

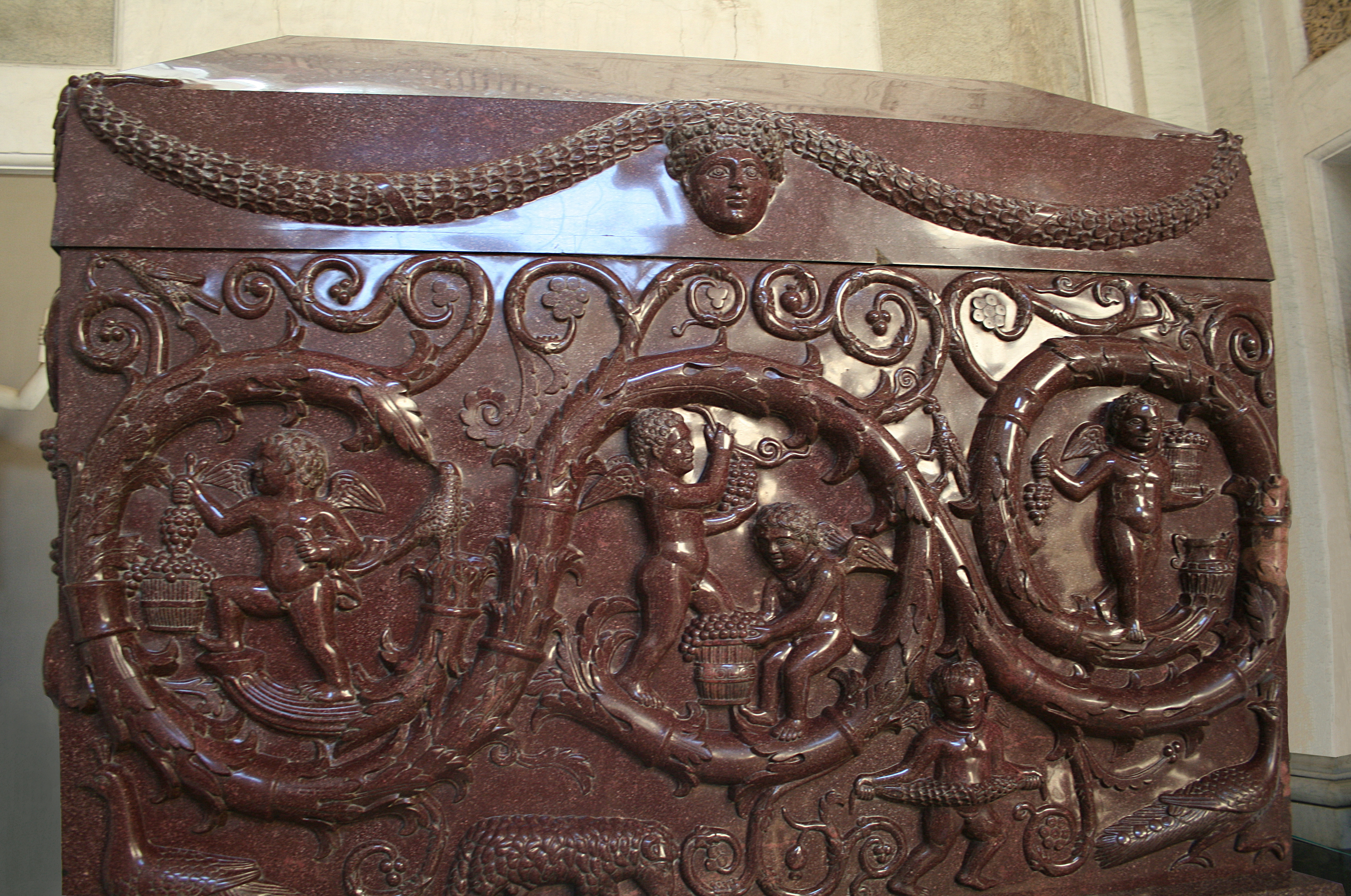
Sarkofag Konstantyny

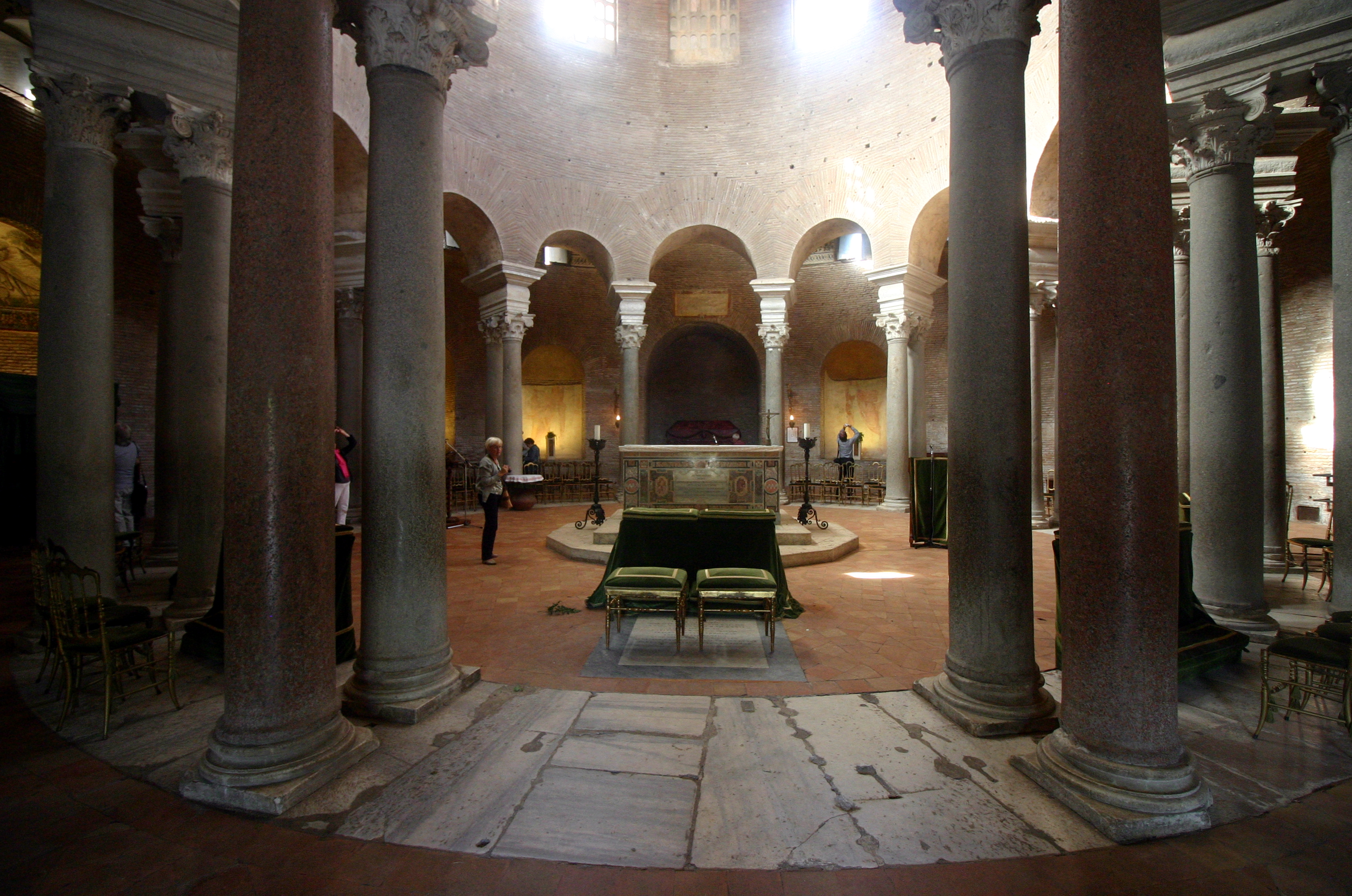
Mauzoleum wewnątrz

Mauzoleum Santa Costanza (lub Costanza) – mauzoleum dynastyczne wzniesione przez Konstantynę (znaną również jako Konstancja), córkę cesarza rzymskiego Konstantyna Wielkiego, znajdujące się przy bazylice cmentarnej św. Agnieszki za Murami w Rzymie, przy Via Nomentana. 
Jest to najlepiej zachowane mauzoleum cesarskie. Budowla powstała najprawdopodobniej między 337, kiedy Konstancja owdowiała, a 351, kiedy poślubiła drugiego męża – cezara Gallusa. Dość szybko zapomniano o tej pierwotnej funkcji i znalazło się tam baptysterium. Budynek ten był konsekrowany jako kościół w 1256 przez papieża Aleksandra IV.
Mauzoleum Konstancji jest jednym z najlepszych przykładów wczesnochrześcijańskiej architektury. W pewnym okresie budynek był uważany za starożytną świątynię Bachusa z powodu mozaik przedstawiających winobranie (m.in. przez holenderską grupę artystów Bentvueghels). Z tegoż samego powodu budynek ten był miejscem spotkań także innych osiemnasto- i dziewiętnastowiecznych artystów. Również w pewnym okresie parady karnawałowe znajdowały tutaj początek kierując się w stronę centrum miasta. Na ścianach można zauważyć pseudonimy artystów bohemy. 
W 1620 kościół został odrestaurowany przez kardynała Fabrizio Veralli. Większość niezwykle wartościowych mozaik uległa wtedy zniszczeniu. Podczas kolejnej przebudowy w XIX w. pozostałości oryginalnych mozaik zostały zniszczone. Obecnie mauzoleum jest świątynią katolicką – często wykorzystywaną jako tło ślubów. Porfirowy sarkofag obecny wewnątrz, to kopia – jego oryginał można obejrzeć w Muzeach Watykańskich.

## Architektura
Wnętrze mauzoleum przedzielono na dwie części okręgiem promieniście ustawionych podwójnych kolumn. Budynek ma formę kolistą o średnicy 22,5 m z wewnętrznym obejściem i kolumnadą otaczającą, która się nie zachowała. Centralny obszar wydzielony jest przez 12 par granitowych kolumn w stylu kompozytowym z łukami pomiędzy nimi. Ten nie spotykany dotąd sposób uformowania kolumnady wprowadza dodatkowe efekty światłocieniowe. 
Centralna, podwyższona część mauzoleum pokryta jest kopułą, która była pokryta mozaiką (nie zachowała się). Część ta jest oświetlona dwunastoma alabastrowymi oknami. Na środku mauzoleum znajduje się ogromny sarkofag ze scenami winobrania, Konstancja jednak nie została w nim pochowana. Kanonizacja Konstancji była prawdopodobnie błędem wynikającym z pomylenia córki Konstantyna z zakonnicą o tym samym imieniu.
Kapitele w rzędzie wewnętrznym mają liście akantowe i woluty gładkie, a w rzędzie zewnętrznym liście gładkie, a woluty ozdobne. Na tej lekkiej i dekoracyjnej konstrukcji wspiera się tambur z oknami i kopuła. Dołączony przedsionek prowadzi do cylindrycznie sklepionego krużganku, który obiega kolistą przestrzeń wnętrza. 

## Mozaiki

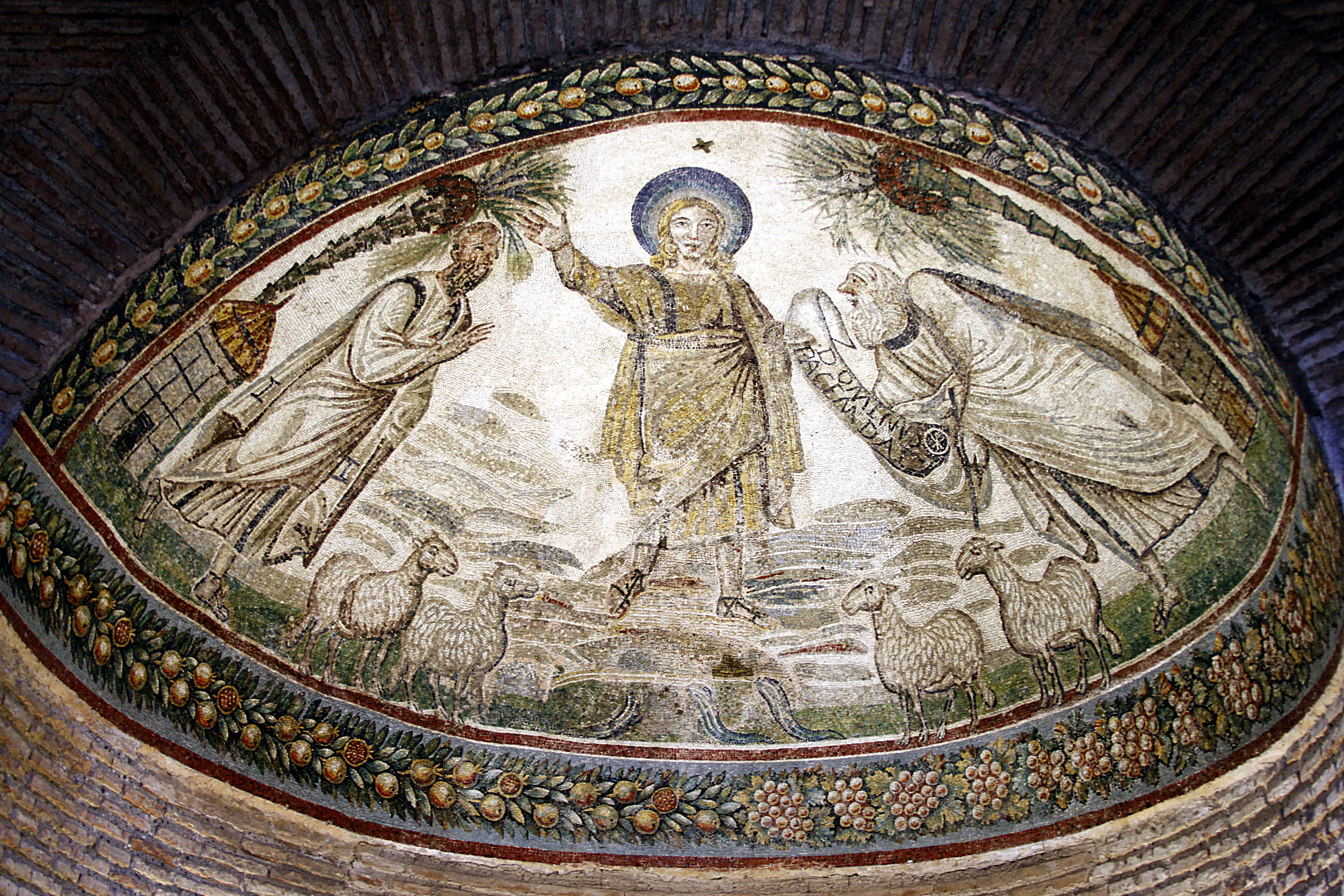
Mozaika ze sceną Traditio Legis

Obejście kolumn ma sklepienie pokryte mozaiką o ornamentalnych, geometrycznych, roślinnych zdobieniach, ze scenami winobrania. 
Strop krużganka grobowca dekorowany jest mozaiką geometrycznych i florystycznych motywów oraz przeplatającymi się winoroślami na białym tle. Są to motywy późnego imperium rzymskiego połączone z chrześcijańską symboliką. Mozaika ma białe tło, pozbawiona perspektywy i plastyki, ale bogata w efekty zdobnicze. Obejście podzielone jest na 12 odcinków, z których jeden umieszczony na osi wejścia nad niszą z sarkofagiem, zastąpiony został lucerną z okami. Odcinek sklepienia nad wejściem ma mozaikę o wyodrębniającym, się wzorze geometrycznym, złożonym z ośmioboków i równoramiennych krzyżyków. Z każdej strony tak wyznaczonej osi umieszczono po 5 pól mozaikowatych o identycznym wzorze po obu stronach:
- geometryczny z rombów,
- medaliony z figurkami amorków,
- sceny z winobraniem,
- medaliony z głowami,
- motywy gałązek, czar i ptaków.

Dwunastu przęsłom obejścia odpowiadało 12 sektorów, na jakie dzieliła się kopuła. Kopuła uległa zniszczeniu i znana jest jedynie z rysunków i akwareli z XVI w. Tambur obiegał fryz ukazujący typową, w aleksandryjskim stylu utrzymaną scenę połowu ryb na Nilu, na barkach i tratwach kręcą się amorki, zarzucając sieci i wędki do wody. W falach pluskają się duże ryby, nad wodą unoszą się ptaki. Na granicy wody i brzegu wyrasta 12 wysokich kandelabrów, zestawionych z krzaczastych łodyg akantowych. W tak wydzielonych 12 sektorach kopuły umieszczona była dekoracja figuralna rozmieszczona na dwu poziomach, ukazująca sceny ze Starego i Nowego Testmentu. Cztery czytelne sceny umieszczone są na akwareli Ollamda.

Po prawej stronie Kain i Abel przynoszą swoje ofiary Bogu, który siedzi na tronie ubrany w togę. Młodzi mężczyźni ubrani są w krótkie tuniki, jeden przynosi owcę a drugi pęk zboża.

Następna scena ukazuje sąd Daniela nad starcami oraz Zuzannę. Daniel siedzi na wysokim tronie ze stopniami, ogłosił już swój wyrok i starcy są wyprowadzani aby odebrać karę. Zuzanna ubrana w dalmatykę z czerwonymi clavi pokazuje lewą ręką otwarty kodeks, a prawą unosi w geście wdzięczności. Kodeks oznacza księgę Biblii, do której wierność ją ocaliła.

Kolejna scena jest trudna do interpretacji. Na tle murów miasta przy bramie, siedzi postać spowita w płaszcz, do której zbliżają się dwie inne. Być może jest to Lot przyjmujący aniołów pod murami Sodomy.

Czwarta scena ukazuje Tobiasza, który wyciągnął właśnie rybę z Tygrysu. Rzeka jest zaznaczona niebieską wstęgą, która pionowo spływa wzdłuż kandelabru.

## Literatura
- Filarska Barbara, Początki sztuki chrześcijańskiej, Lublin 1986.